# Salvatore Buoncammino
Salvatore Buoncammino (Napoli, 9 gennaio 1962) è un allenatore di calcio ed ex calciatore italiano, di ruolo attaccante.

## Carriera
Ha giocato in Serie B con le maglie di Sambenedettese e Palermo.
Nella stagione 1999-2000 ha svolto il doppio ruolo di giocatore-allenatore dell'Ischia.
Nella stagione 2013-2014 diventa allenatore della Berretti dell'Arzanese.
Nel 2022 allena la U15 del Giugliano

## Palmarès

### Giocatore

#### Competizioni nazionali
- Serie C1: 1

Palermo: 1992-1993
- Coppa Italia Serie C: 1

Palermo: 1992-1993

#### Competizioni regionali
- Eccellenza: 1

Sangiuseppese: 1998-1999